# 南莫里纽斯
南莫里纽斯是巴西南大河州的一个市镇。总面积165.44平方公里，总人口3241人，人口密度19.6人/平方公里。